# Ledothamnus sessiliflorus
Ledothamnus sessiliflorus là một loài thực vật có hoa trong họ Thạch nam. Loài này được N.E.Br. mô tả khoa học đầu tiên năm 1901.

## Hình ảnh

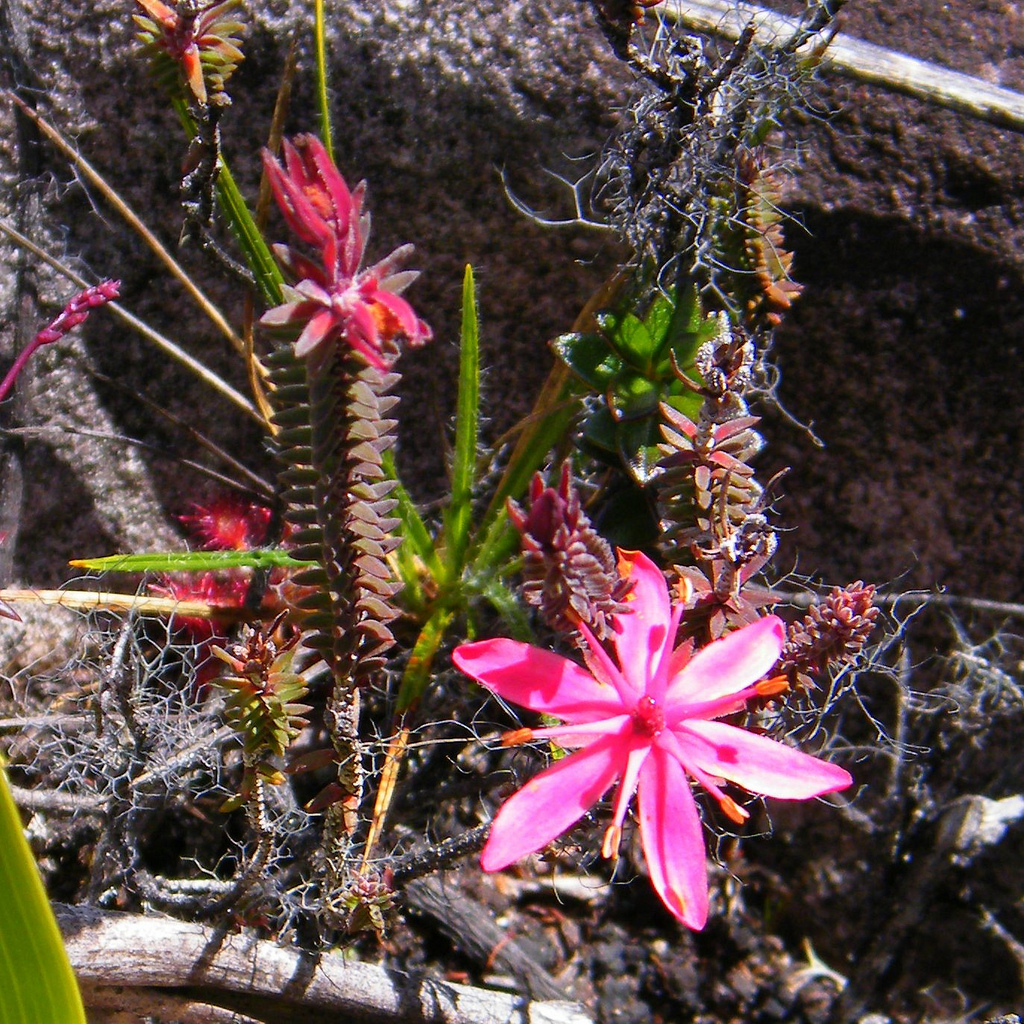